# Wikipedia chorwackojęzyczna
Wikipedia chorwackojęzyczna (chorw. Wikipedija na hrvatskom jeziku) – chorwacka edycja językowa Wikipedii, założona 16 lutego 2003 roku.
Wikipedia chorwackojęzyczna 3 grudnia 2008 przekroczyła próg 50 000 artykułów, próg 100 000 został osiągnięty 7 lipca 2011. Obecnie (lipiec 2014) znajduje się na 40. miejscu spośród wszystkich edycji językowych; liczy ok. 600 aktywnych użytkowników, w tym 30 administratorów. Na początku 2013 r. mniej niż 24 użytkowników wprowadzało 100 lub więcej zmian na miesiąc, a jedynie ok. 150 użytkowników robiło 5 lub więcej zmian w miesiącu. W roku 2012 71,6% edytorów pochodziło z Chorwacji, 13,5% z Bośni i Hercegowiny, a 4,3% z Serbii. Analiza z 2011 roku wykazała, że na każdy błąd z encyklopedii w języku chorwackim przypadało 2,25 błędu w chorwackiej Wikipedii. Edycja była również krytykowana za zbyt prawicowe poglądy administracji, objawiające się zbytnim wychwalaniem ustaszy (porównywanie antyfaszyzmu do totalitaryzmu) w artykułach.
Równolegle do Wikipedii w języku chorwackim funkcjonuje Wikipedia serbsko-chorwacka.